# Чёрная (приток Сига)
Чёрная — река в России, протекает по территории Куземского сельского поселения Кемского района Республики Карелии. Длина реки — 18 км, площадь водосборного бассейна — 79,5 км².
Река берёт начало из Чёрного озера на высоте 38,7 м над уровнем моря и далее течёт преимущественно в восточном направлении по заболоченной местности.
Чёрная в общей сложности имеет 18 малых притоков суммарной длиной 32 км.
Впадает на высоте 13 м над уровнем моря в реку Сиг, впадающую в Белое море.
Населённые пункты на реке отсутствуют.
Код объекта в государственном водном реестре — 02020000712102000002148.